# Tarso Marques
Tarso Anibal Santanna Marques (* 19. ledna 1976, Curitiba, Brazílie) je brazilský automobilový závodník.

## Kariéra před Formulí 1
Od pěti let závodil na motokárách, v 16 letech se přesunul do Formule Chevrolet a již v první sezoně získal titul mistra Brazílie. V roce 1993 povýšil do jihoamerické série Formule 3 a postupně do Evropské Formule 3000 a stal se nejmladším vítězem závodu v obou sériích.

## Formule 1
Mezi lety 1996 až 2001 odjel ve Formuli 1 24 závodů za tým Minardi. Debutoval při Grand Prix Brazílie 1996, avšak podobně jako při svém druhém závodě v Grand Prix Argentiny 1996 vypadl. V roce 1997 absolvoval 9 závodů, ale většinu jich nedokončil a jeho nejlepším výsledkem bylo 10. místo při Grand Prix Velké Británie 1997. Pro sezonu 1998 byl vyměněn.
V roce Formule 1 v roce 2001 se vrátil opět do stáje Minardi, kde působil jako týmový kolega nováčka Fernanda Alonsa, který jej v drtivé většině závodů předčil. Brazilcovým nejlepším umístěním bylo 9. místo v Grand Prix Kanady 2001. Naopak do Grand Prix Velké Británie 2001 se ani nekvalifikoval. Od Grand Prix Itálie 2001 jej nahradil první Malajec ve Formuli 1 Alex Yoong.

## Kompletní výsledky ve Formuli 1
| Legenda k tabulce | Legenda k tabulce                                                                       |
| Barva             | Výsledek                                                                                |
| ----------------- | --------------------------------------------------------------------------------------- |
| Zlatá             | Vítěz                                                                                   |
| Stříbrná          | 2. místo                                                                                |
| Bronzová          | 3. místo                                                                                |
| Zelená            | Bodované umístění                                                                       |
| Modrá             | Nebodované umístění                                                                     |
| Modrá             | Dokončil neklasifikován (NC)                                                            |
| Fialová           | Odstoupil (Ret)                                                                         |
| Červená           | Nekvalifikoval se (DNQ)                                                                 |
| Červená           | Nepředkvalifikoval se (DNPQ)                                                            |
| Černá             | Diskvalifikován (DSQ)                                                                   |
| Bílá              | Nestartoval (DNS)                                                                       |
| Bílá              | Závod zrušen (C)                                                                        |
| Světle modrá      | Pouze trénoval (PO)                                                                     |
| Světle modrá      | Páteční testovací jezdec (TD)                                                           |
| Bez barvy         | Netrénoval (DNP)                                                                        |
| Bez barvy         | Vyřazen (EX)                                                                            |
| Bez barvy         | Nepřijel (DNA)                                                                          |
| Bez barvy         | Odvolal účast (WD)                                                                      |
| Bez barvy         | Nezúčastnil se (prázdné)                                                                |
| Označení          | Význam                                                                                  |
| Tučnost           | Pole position                                                                           |
| Kurzíva           | Nejrychlejší kolo                                                                       |
| †                 | Jezdec nedojel do cíle, ale byl klasifikován, protože odjel více než 90 % délky závodu. |
| ‡                 | Byl udělován poloviční počet bodů, protože bylo odjeto méně než 75 % délky závodu.      |
| Horní index       | Umístění bodujících jezdců ve sprintu                                                   |

| Rok  | Tým                 | Šasi          | Motor        | 1       | 2       | 3       | 4       | 5      | 6       | 7       | 8      | 9       | 10     | 11      | 12      | 13      | 14      | 15      | 16     | 17  | Umístění  | Body |
| ---- | ------------------- | ------------- | ------------ | ------- | ------- | ------- | ------- | ------ | ------- | ------- | ------ | ------- | ------ | ------- | ------- | ------- | ------- | ------- | ------ | --- | --------- | ---- |
| 1996 | Minardi Team        | Minardi M195B | Ford V8      | AUS     | BRA Ret | ARG Ret | EUR     | SMR    | MON     | ESP     | CAN    | FRA     | GBR    | GER     | HUN     | BEL     | ITA     | POR     | JPN    |     | -         | 0    |
| 1997 | Minardi Team        | Minardi M197  | Hart V8      | AUS     | BRA     | SMR     | MON     | ESP    | CAN     | FRA Ret | GBR 10 | GER Ret | HUN 12 | BEL Ret | ITA 14  | AUT EX  | LUX Ret | JPN Ret | EUR 15 |     | -         | 0    |
| 2001 | European Minardi F1 | Minardi PS01  | European V10 | AUS Ret | MAL 14  | BRA 9   | SAN Ret | ESP 16 | AUT Ret | MON Ret | CAN 9  | EUR Ret | FRA 15 | GBR DNQ | GER Ret |         |         |         |        |     | 22. místo | 0    |
| 2001 | European Minardi F1 | Minardi PS01B | European V10 |         |         |         |         |        |         |         |        |         |        |         |         | HUN Ret | BEL 13  | ITA     | USA    | JPN | 22. místo | 0    |

## Kariéra po Formuli 1
V roce 1999 závodil v americké sérii Champ Car, kde v týmu Penske Racing nahradil dvojnásobného vítěze 500 mil Indianapolis Ala Unserea Jr. Jeho nejlepším výsledkem bylo 9. místo. V letech 2000, 2004, 2005 se znovu sporadicky účastnil závodů této sérii za tým Dale Coyneho, jeho nejlepším umístěním bylo 11. pozice.
Od roku 2006 závodí v brazilské závodní sérii Stock Car.